# Nectandra paranaensis
Nectandra paranaensis är en lagerväxtart som beskrevs av B. Coe-teixeira. Nectandra paranaensis ingår i släktet Nectandra och familjen lagerväxter. Inga underarter finns listade i Catalogue of Life.